# Кузьмино-Фильчаково
Кузьмино-Фильчаково — деревня в Чеховском районе Московской области, в составе муниципального образования сельское поселение Баранцевское (до 29 ноября 2006 года входила в состав Баранцевского сельского округа).

## Население
| 2002 | 2006 | 2010 |
| ---- | ---- | ---- |
| 24   | ↘18  | ↗40  |

## География

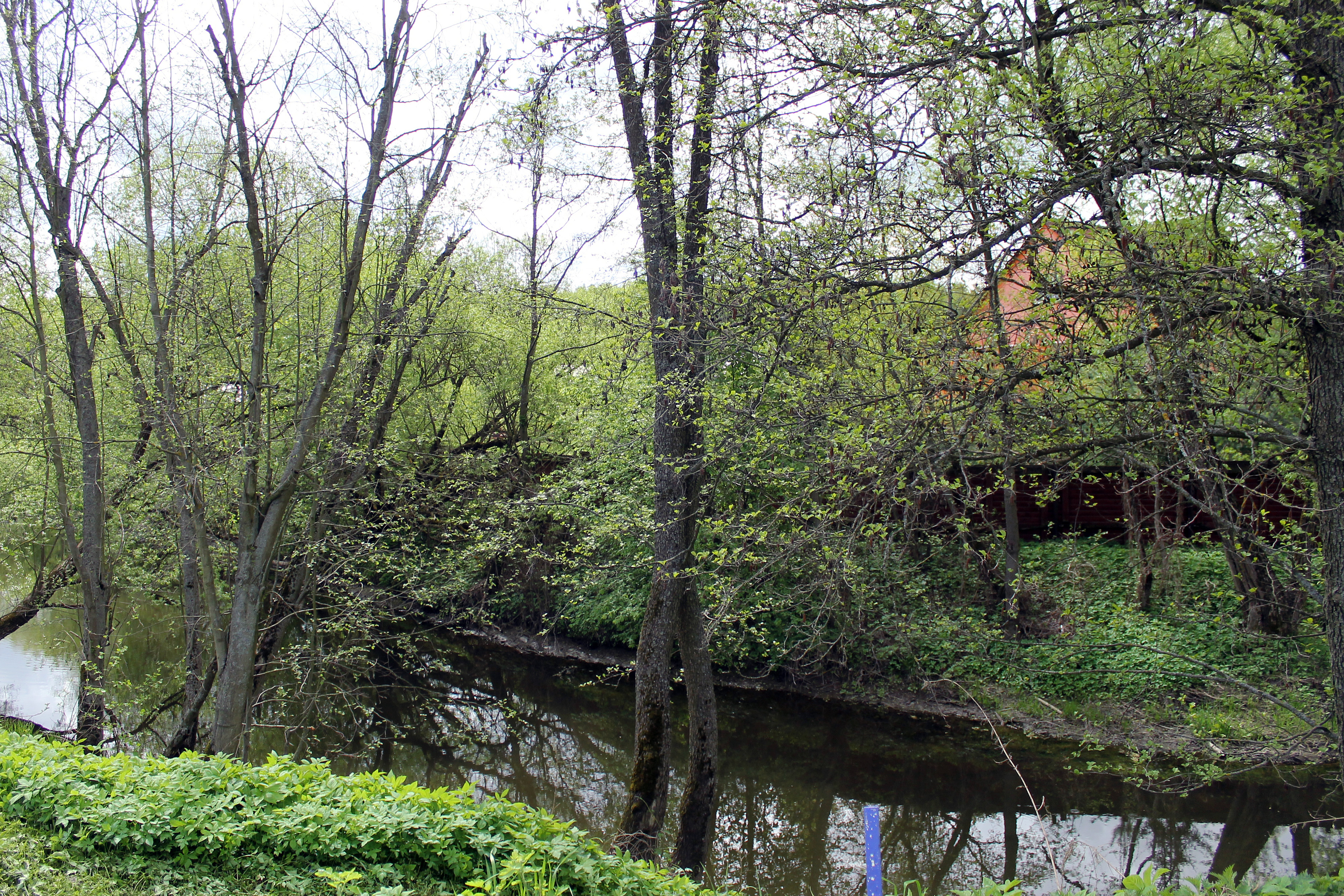
Река Люторка в деревне Кузьмино-Фильчаково

Кузьмино-Фильчаково расположено примерно в 9 км (по шоссе) на юго-восток от Чехова, на реке Люторке (левый приток Лопасни), высота центра деревни над уровнем моря — 147 м. На 2016 год в Кузьмино-Фильчаково зарегистрировано 5 улиц и 2 садоводческих товарищества.

## Промышленность

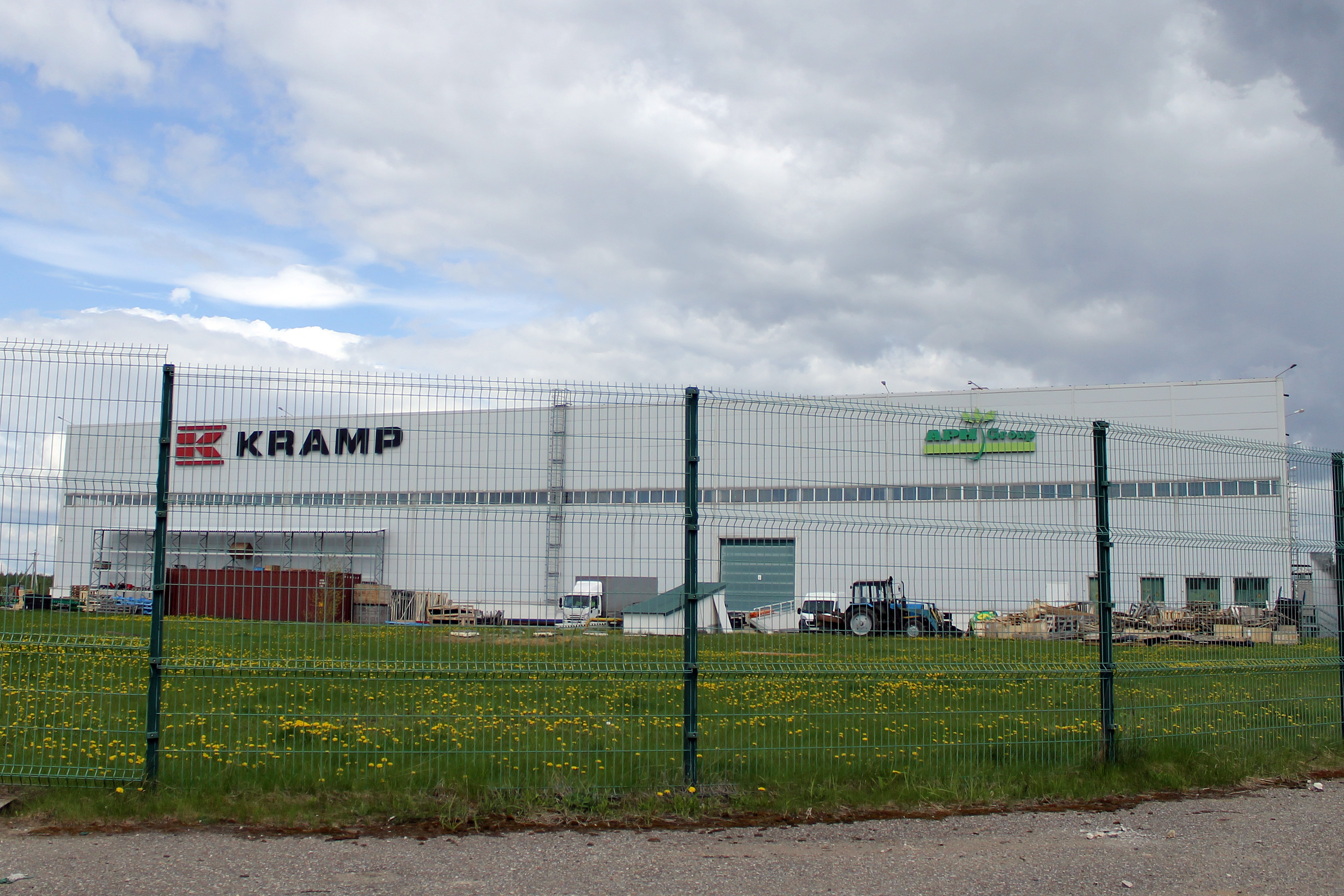
Промзона рядом с деревней Кузьмино-Фильчаково

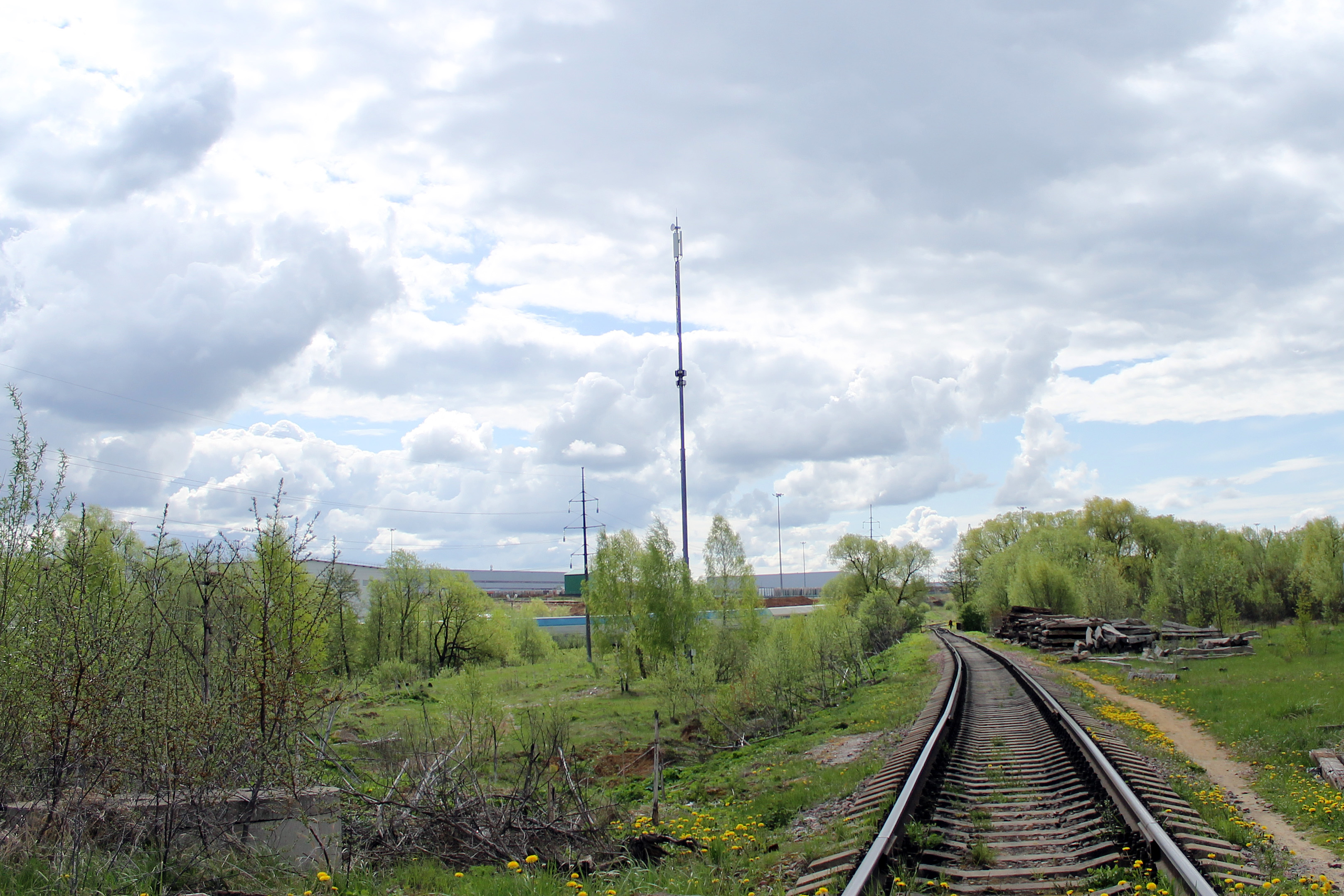
Ветка железной дороги рядом с деревней Кузьмино-Фильчаково

В непосредственной близости от деревни находится промзона «Люторецкое».

## Спортивно-оздоровительная база «Чехов»

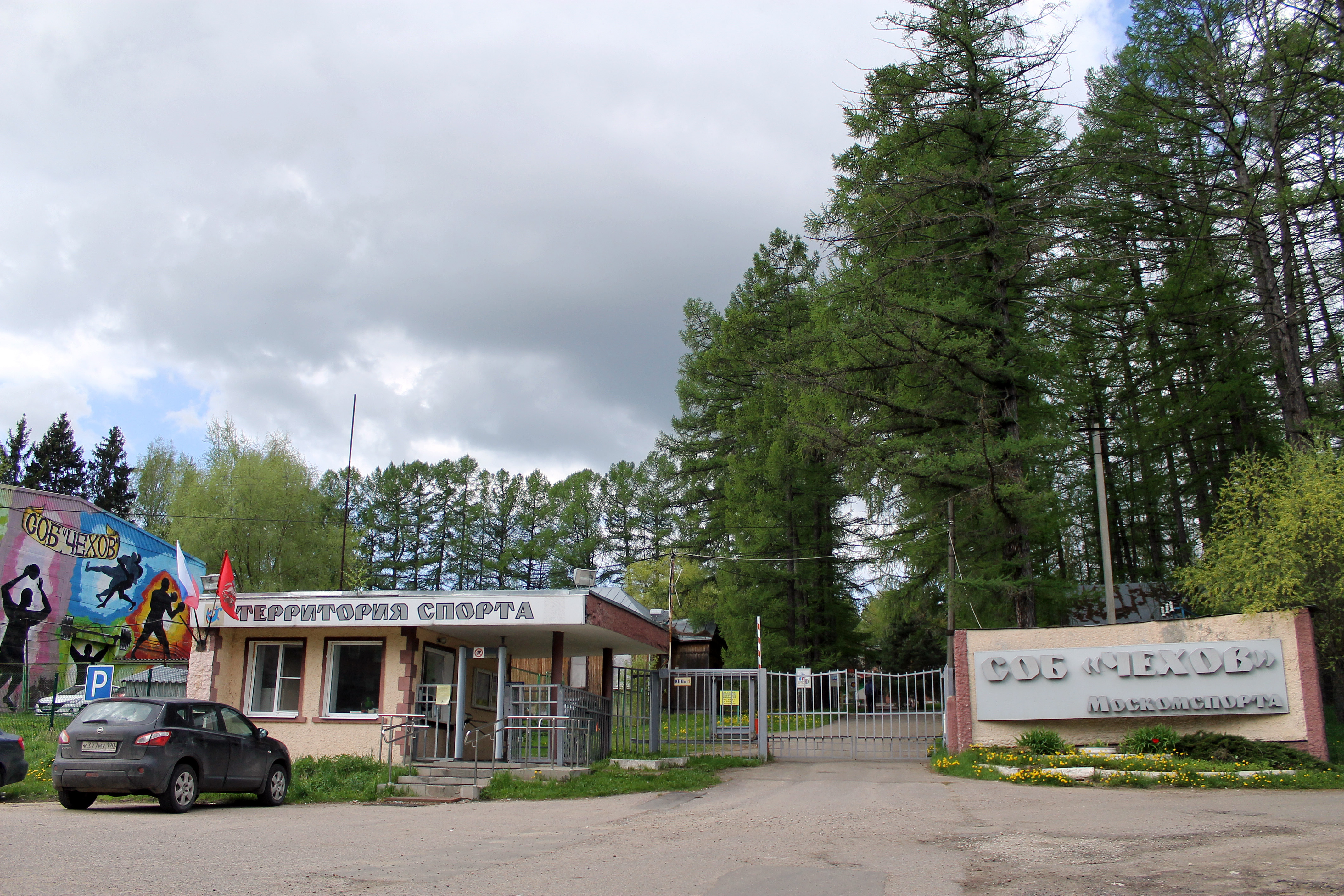
Въезд на территорию спортивно-оздоровительной базы «Чехов»

На территории деревни находится спортивно-оздоровительная база «Чехов», которая является основной тренировочной базой для подготовки сборных команд РФ по боксу, тяжёлой атлетике, вольной и греко–римской борьбе, а также для подготовки спортсменов к чемпионатам России, Европы и мировым первенствам по баскетболу, гандболу, мини-футболу и различным видам единоборств. 